# Alphonse Martainville
Pour les articles homonymes, voir Martainville.
Alphonse-Louis-Dieudonné Martainville, né le 27 avril 1777 à Cadix (Espagne), mort le 27 août 1830 à Neuilly-sur-Seine, au lieu-dit de Sablonville (département des Hauts-de-Seine), est un journaliste de tendance royaliste, un goguettier et un vaudevilliste français de la fin du XVIIIe siècle et du début du XIXe siècle. 

## Biographie

### Famille
Son père, Louis-Bernard Martainville, est « courtier spécial de la flotte des Indes au port de Cadix », marié à Marie-Elfride Dillon. 
En 1815, Alphonse-Louis-Dieudonné Martainville épouse, au Pecq (département des Yvelines), Charlotte-Marguerite-Claire-Eugénie Maricourt. 
Née en 1788 à Mouzay (département de la Meuse), morte lors de l'épidémie de choléra le 13 avril 1832 à Paris, son père est « inspecteur des fourrages militaires ». Charlotte Maricourt est comédienne et « cantatrice de la chapelle et de la musique particulière du roi » sous le règne de Charles X. 

### Carrière
Le 11 ventôse an II (le 1er mars 1794), Alphonse-Louis-Dieudonné Martainville, alors âgé de dix-sept ans, élève au collège Louis-le-Grand et rédacteur au journal Le Postillon des armées, est inculpé par le tribunal révolutionnaire pour avoir publié un article hostile à la loi du Maximum. Lui et ses coaccusés sont acquittés par le tribunal. Il bénéficie de la protection du juré Pierre-Antoine d'Antonelle. On lui attribue un trait d'esprit adressé à Jean-Baptiste Coffinhal, le vice-président du tribunal : 
« Alphonse-Louis-Dieudonné de Martainville ? 

- Pardon, citoyen président, Martainville tout court. Je suis ici pour être raccourci et non pour être allongé ! »
Durant la Convention thermidorienne et le Directoire, Martainville fréquente la jeunesse dorée. Entre frimaire et nivôse an III (entre novembre 1794 et janvier 1795), il publie un journal de tendance royaliste, Le Journal des rieurs ou le Démocrite français. Lors de l'insurrection du 1er prairial an III (20 mai 1795), il prend part à la défense de la Convention nationale contre les insurgés. 
En 1802, il fait partie de la goguette les Déjeuners des garçons de bonne humeur, aux côtés de dix autres chansonniers : Dumaniant, Désaugiers, Étienne, Francis, Gosse, Ligier, Morel, Serviere, Sewrin, et trois musiciens : Plantade, Persuis et Piccini fils.
Sous l’Empire, il ne s’occupe que de théâtre. Et aussi de chanson : aux côtés de Carmouche, Frédéric de Courcy, Armand d’Artois, Dusaulchoy de Bergemont et Monperlier, il participe à la goguette des Soupers de Momus, fondée par Pierre-Joseph Charrin en 1813.
En 1814-1815, il commence une activité politique. Partisan inconditionnel de la royauté, rédacteur du Journal de Paris, de la Quotidienne, de la Gazette de France, il ne trouve pas ces journaux assez hardis et fonde en 1818 le Drapeau blanc (2 vol. in-8°). Dans cette publication, il attaque non seulement les ennemis de la monarchie, mais encore les monarchistes et même les ministres trop tièdes à son gré. Traduit plusieurs fois en justice par le ministère public, abandonné par ses lecteurs, il cesse la publication de son journal et se retire des luttes de la politique.
Ses écrits joignent, à l’extrémisme de ses opinions, la verve et l’esprit. Ces traits se retrouvent, unis à une vive gaieté, dans les pièces qu’il donne sur divers théâtres, et qui sont presque toutes des vaudevilles.

## Œuvres

### Théâtre
- Les Suspects et les Fédéralistes, 1795.
- Le Concert de la rue Feydeau, 1795.
- La Nouvelle Montagne, ou Robespierre en plusieurs volumes, 1796.
- Les Assemblées primaires, ou les Élections, 1797.
- La Banqueroute du savetier à propos de bottes, 1801.
- Pataquès, 1803.
- Le Pied de mouton, mélodrame-féerie comique, avec Ribié (1807).Pièce souvent reprise avec des décors nouveaux et des rajeunissements de rédaction.
- La Queue du diable, mélodrame-féerie comique (1808.
- Monsieur Crédule, 1812.
- Buonaparte, ou l’Abus de l’abdication, pièce héroïco-romantico-bouffonne, 1815.
- Taconnet, 1816.

### Autres
- Grivoisiana, ou Recueil facétieux, 1801, in-18.
- Vie de Lamoignon-Malesherbes, 1802, in-12.
- La Bombe royaliste lancée, 1820, in-8°.
- Étrennes aux censeurs, 1822, in-8°).
- Histoire du Théâtre-Français, depuis le commencement de la révolution jusqu’à la réunion générale, avec Étienne, Paris, 1803, 4 vol. in-12.

## Sources
- Gustave Vapereau, Dictionnaire universel des littératures, Paris, Hachette, 1876 (lire en ligne), p. 1347-8.
- Alain Vaillant (dir.) et Antoine de Baecque, « Rire après la Terreur, Alphonse Martainville, comique muscadin », Esthétique du rire, Nanterre, Presses universitaires de Paris-Ouest,‎ 2012 (lire en ligne, consulté le 15 aout 2017).